# Herois de la Katalunya Interior
Herois de la Katalunya Interior (abreujat HKI) és un conjunt musical de Moià (Moianès) d'estil electroclash, un subgènere de la música electrònica. Les seves lletres són còmiques, sovint iròniques, i els agrada de fer-hi crítica social. Els seus primers treballs van consistir en "bootlegs", remescles de temes clàssics d'autors com Lluís Llach o Pau Riba, on la peça original es barrejava amb grups de música electrònica com New Order. El seu primer CD editat va ser "Glamour Almo-Gabber" (2008) si bé prèviament ja havien tret, sols disponibles via descàrrega per internet, els treballs "Hereus de la Catalunya Rància" (2004), "Toc a Sometent" (2005) i els temes d'avançament "Orgull Pastoril" i "Poble Killo", possiblement el seu tema més conegut.
A les seves lletres, sempre satíriques i, expressament, políticament incorrectes, hi trobem crítiques adreçades tant als aficionats al tunning, com als joves "modernillos", humor "groller" i sàtires sobre la societat catalana en general. Temes com "Maripeu" o "Trencant Mites" van generar controvèrsia pel seu contingut, sovint considerat poc respectuós amb personatges de la societat catalana com Gerard Quintana o Mari Pau Huguet.
A principis del 2010 van anunciar la seva retirada -si bé del seu comunicat es podia deduir que continuarien la seva activitat musical a internet-, alhora que anunciaven l'aparició d'un nou disc amb remixos, temes inèdits i rareses anomenat "Alcoholèmies 2005-2008", disponible als serveis de música online iTunes i Spotify.
A mitjans de maig de 2012 a través de la seva pàgina al Facebook van anunciar la intenció de treure un nou disc: "Amor/Soroll : Vida i dogma del templer nocturn" amb la col·laboració de Sidechains i Josmar, entre d'altres. El disc s'ha finançat a través de la pàgina de micromecenatge Verkami, gràcies a les aportacions dels seus fans.